# Pia Meusburger
Pia Meusburger (ur. 3 lutego 1989 w Dornbirn) – austriacka snowboardzistka. Specjalizuje się w half-pipeie i slopestyle’u. Zajęła 11. miejsce w slopestyle’u na mistrzostwach świata w La Molinie, był to jej najlepszy wynik na mistrzostwach. Jak dotąd nie startowała na igrzyskach olimpijskich. Najlepsze wyniki w Pucharze Świata osiągnęła w sezonie 2009/2010, kiedy to zajęła 87. miejsce w klasyfikacji generalnej, a w klasyfikacji halfpipe’a była 26.

## Sukcesy

### Mistrzostwa Świata
| Miejsce | Dzień       | Rok  | Miejscowość | Konkurencja | Zwycięzca      |
| ------- | ----------- | ---- | ----------- | ----------- | -------------- |
| 22.     | 20 stycznia | 2011 | La Molina   | Halfpipe    | Holly Crawford |
| 11.     | 22 stycznia | 2011 | La Molina   | Slopestyle  | Enni Rukajärvi |

### Puchar Świata

#### Miejsca w klasyfikacji generalnej
- 2007/2008 – 150.
- 2008/2009 – 119.
- 2009/2010 – 87.
- 2010/2011 –

#### Miejsca na podium
1. Calgary – 26 lutego 2011 (slopestyle) – 3. miejsce